# Scaphytopius brunneus
Scaphytopius brunneus är en insektsart som beskrevs av Hepner 1946. Scaphytopius brunneus ingår i släktet Scaphytopius och familjen dvärgstritar. Inga underarter finns listade i Catalogue of Life.